# 阿丘克帕戰役
阿丘克帕戰役發生於1890年4月20日，是第一次法國-達荷美戰爭中的最後一場重大交戰。由泰里翁上校率領的350名法國軍隊在500名波多諾伏戰士極短暫的協助下，擊退了貝漢津國王率領下的7,000名達荷美戰士和2,000名亞馬遜戰士，他們準備向波多諾伏進軍。
波多諾伏戰士在交戰後，就被達荷美王國的火槍部隊擊退，並迅速潰敗。